# Rut Arnfjörð Jónsdóttir
Rut Arnfjörð Jónsdóttir (født 21. juli 1990 i Reykjavík) er en islandsk håndboldspiller som spiller for Haukar i hjemlandet. Hun deltog med det islandske håndboldlandshold under EM 2010, den første internationale turnering landet nogensinde har kvalificeret sig til.
Rut Arnfjörð begyndte med at spille for den islandske klub HK, som hun spillede sammen med i den øverste islandske liga. Højrebackspilleren skiftede i 2008 over til den danske klub Team Tvis Holstebro, som kort efter steg markant i den danske liga. I 2011 kvalificerede hun sig sammen med TTH til finalen i EHF Cup, hvor de dog tabte til FC Midtjylland Håndbold.
Rut Arnfjörð Jónsdóttir har tidligere spillet 117 landskampe for Island. Hun deltog under EM 2010 sammen med holdet. Hun deltog også med holdet under Junior-VM 2008 i Makedonien, hvor Island kom på en 13.- plads.

## Meritter
- EHF Cup:
  - Finalist: 2011